# Zawodowiec (film 1968)
Zawodowiec (wł. Il mercenario, hiszp. Salario para matar, ang. The Mercenary lub A Professional Gun) – hiszpańsko-włoski spaghetti western w reżyserii Sergia Corbucciego z 1968 roku.
Zawodowiec został nakręcony przez Corbucciego w stylu parodystycznym, cechującym również jego wcześniejszy film Django. Obraz włoskiego reżysera, będący klasycznym przykładem tzw. westernu zapata (odmiany westernu koncentrującego się na czasach meksykańskiej rewolucji), stanowił polityczną satyrę wymierzoną w katolicką obłudę oraz niesprawiedliwość społeczną, przy czym reżyser uciekał się nawet do parodii Niech żyje Meksyk! Siergieja Eisensteina. Zawodowiec nie był chwalony przez krytyków; Christopher Frayling umiejscawiał go wśród filmów klasy B, a zdaniem Drew Hunta z „Chicago Readera” film był dziełem nierównym. Mimo że Zawodowiec został niepochlebnie przyjęty, wywarł wpływ na Quentina Tarantino; utwór z filmu skomponowany przez Ennia Morricone – „L'Arena” – został wykorzystany w dziele amerykańskiego filmowca Kill Bill II.

## Opis fabuły
Akcja Zawodowca rozgrywa się podczas rewolucji meksykańskiej. Głównym bohaterem utworu jest Siergiej Kowalski, płatny zabójca pochodzenia polskiego, wynajęty przez meksykańskiego rebelianta Paco Romana, który w zamian za udział w rewolucji i likwidację brutalnego oficera Alfonsa Garcii proponuje mu sowitą płacę. Kowalski żąda jednak coraz większych opłat za swoje usługi, co rozsierdza Romana i powoduje zerwanie umowy, skutkujące krótkotrwałym uwięzieniem najemnika. Kowalski wydostaje się jednak z więzienia, a Roman próbuje uciec w przebraniu klauna przed ludźmi wynajętymi przez bogacza Ricciola, przeciwko któremu Paco się zbuntował. Pojmany przez siepaczy Ricciola Paco, zostaje ocalony w ostatniej chwili przez Kowalskiego, dzięki czemu w pojedynku na arenie zabija znienawidzonego bogacza.

## Obsada
- Franco Nero – Siergiej Kowalski
- Tony Musante – Paco Roman
- Jack Palance – Ricciolo
- Giovanna Ralli – Columba
- Franco Giacobini – Pepote
- Eduardo Fajardo – Alfonso Garcia